# Their Satanic Majesties Request
Their Satanic Majesties Request — музичний альбом гурту The Rolling Stones. Виданий 8 грудня 1967 року лейблами London та Decca. Загальна тривалість композицій становить 44:06. Альбом відносять до напрямку психоделічний рок.

## Список пісень
1. «Sing This All Together» — 3:46
2. «Citadel» — 2:50
3. «In Another Land[en]» (Bill Wyman) — 3:15
4. «2000 Man» — 3:07
5. «Sing This All Together (See What Happens)» — 8:33
6. «She’s a Rainbow» −4:35
7. «The Lantern[en]» — 4:23
8. «Gomper» — 5:08
9. «2000 Light Years from Home[en]» — 4:45
10. «On with the Show[en]» — 3:39

## Хіт-паради

### Альбом
| Рік  | Хіт-парад            | Позиція |
| ---- | -------------------- | ------- |
| 1967 | UK Albums Chart      | 7       |
| 1968 | UK Albums Chart      | 3       |
| 1967 | Billboard Pop Albums | 5       |
| 1968 | Billboard Pop Albums | 2       |

### Сингли
| Рік  | Сингл           | Хіт-парад             | Позиція |
| ---- | --------------- | --------------------- | ------- |
| 1967 | In Another Land | The Billboard Hot 100 | 87      |
| 1968 | She's a Rainbow | The Billboard Hot 100 | 25      |